# Scamandre (cocardier)
Pour les articles homonymes, voir Scamandre (homonymie).
Scamandre est un taureau cocardier de race camarguaise. Élevé au sein de la manade Boch, il remporte le Biòu d'or en 2003. Il est né en 1993.

## Famille
Il est le fils de la vache Fanny et son père n'est pas connu.

### Manade
Il appartient à la manade Boch et Jean, qui a son siège à Lansargues.

## Carrière
Il débute en 1993 comme taù à l'école taurine de Vendargues, puis en 1997 en course de protection, à Bellegarde et à Vendargues.
En 1999, il est élu Biòu de l'Avenir à Châteaurenard.
Il court à Lansargues en 2002, avant d'être couronné l'année suivante du Biòu d'or à Nîmes, et de s'imposer à la Palme d'or à Beaucaire.
Il est opéré du sternum, et ne retrouve son niveau qu'en 2005.
En 2006, alors qu'il est initialement prévu qu'il n'y participe pas, il court à la finale du Trophée des As à Nîmes. Il surprend alors durant son quart d'heure par sa vitalité et sa combativité, pas entamées par ses soucis de santé.
Il prend sa retraite pendant la fête votive de Lansargues, en 2007, à l'âge de quinze ans. Sa despedida est présidée par Jacques Valentin et il a comme principal adversaire le raseteur Sabri Allouani.

### Palmarès
- 1999 : Biòu de l'Avenir
- 2003 :
  - Biòu d'or
  - Meilleur taureau de la finale de la Palme d'or